# Doce imanes
Los doce imanes son los sucesores espirituales y políticos de Mahoma, el profeta del Islam, en la rama duodecimana del Islam Chií. Según la teología de los Duodecimanos, el sucesor de Mahoma es un ser humano infalible que no sólo guía a la comunidad con justicia, sino que también es capaz de guardar e interpretar la Ley Divina y su significado esotérico. Las palabras y obras de Mahoma y de los Imanes son una guía y un modelo para que lo siga la comunidad; como resultado, están libres de error y de pecado, y deben ser elegidos por decreto divino, o a través del profeta Mahoma. Los duodecimanos creen que los Doce Imanes fueron predichos en el Hadiz de los Doce Sucesores.

## Lista de los Doce Imanes
| Número y símbolo | Nombre                | Título                                       | Importancia | Nacimiento                                              | Muerte |
| ---------------- | --------------------- | -------------------------------------------- | --- | ------------------------------------------------------- | --- |
| 1                | Ali ibn Abi Talib     | Amir al-Mu'minin                             | El primer imán y el sucesor por derecho de Mahoma para los chiíes; los suníes le reconocen como el cuarto califa. Tiene un alto estatus en casi todas las órdenes sufíes (Turuq); los miembros de estas órdenes trazan su linaje hasta Mahoma a través de él.                                                                                           | 600 dc. La Meca (Arabia Saudí)                          | 661 dc. Asesinado en Kufa con una espada envenenada por el jariyí Abd-al-Rahman ibn Mulyam.8 11 Enterrado en la Mezquita del Imam Alí en Nayaf (Irak).                                                                  |
| 2                | Hasan ibn Ali         | al-Mujtaba                                   | El superviviente más joven, nieto de Mahoma a través de su hija Fátima az-Zahra. Sucedió a su padre como califa de Kufa, y sobre las bases del tratado de paz con Muawiya I, renunció al control de Irak. | 624 dc. Medina (Arabia Saudí)                           | 670 dc. Según las fuentes chiíes, fue envenenado en Medina por una de sus mujeres siguiendo órdenes de Muawiya. Enterrado en el cementerio medinés de Al-Baqi'.                                                         |
| 3                | Hussayn ibn Ali       | Sayyid ash-Shuhada                           | Nieto de Mahoma y hermano de Hasán ibn Alí. Se opuso a la validez del califato de Yazid I. Como resultado, él y su familia fueron asesinados en la batalla de Kerbala por las fuerzas del Yazid. Después de este incidente, la conmemoración de Husayn ibn Alí se ha convertido en un ritual central en la identidad chií.                              | 626 Medina (Arabia Saudí)                               | 680dc. Caído mártir y después decapitado en la Batalla de Kerbala. Enterrado en el Mausoleo del Imam Husein de Kerbala (Irak).                                                                                          |
| 4                | Ali ibn al-Husayn     | al-Sajjad, Zayn al-'Abidin                   | Autor de las oraciones en Sahifa Al-Sajjadiyya, conocidas como El Salmo de la Familia del Profeta | 658 dc. Medina (Arabia Saudí)                           | 712 dc. Según la mayoría de los eruditos chiíes, fue envenenado en Medina por orden del sexto califa omeya Walid I. Enterrado en el cementerio medinés de Al-Baqi'.                                                     |
| 5                | Muhammad al-Baqir     | Baqir al-Ulum                                | Las fuentes suníes y chiíes le describen como uno de los primeros y más eminentes eruditos legales, enseñando a muchos estudiantes durante su permanencia. | 677 dc. Medina (Arabia Saudí)                           | 732 dc. Según algunos eruditos chiíes, lo envenenó en Medina (Arabia Saudí) Ibrahim ibn Walid ibn 'Abdallah, por orden del décimo califa omeya, Hisham ibn Abd al-Malik. Enterrado en el cementerio medinés de Al-Baqi. |
| 6                | Ya'far as-Sadiq       | as-Sadiq                                     | Estableció la jurisprudencia jafarí y desarrolló la teología de los chiíes. Enseñó a muchos eruditos en diversos campos, incluyendo a Abu Hanifa y Malik ibn Anas en fiqh, Wasil ibn Ata y Hisham ibn Hakam en teología islámica y Geber en ciencia y alquimia.                                                                                         | 702 dc. Medina (Arabia Saudí)                           | 765 dc. Según las fuentes chiíes, fue envenenado en Medina (Arabia Saudí) por orden de Al-Mansur, segundo califa abasí. Enterrado en el cementerio medinés de Al-Baqi.                                                  |
| 7                | Musa ibn Ya'far       | al-Kazim                                     | Líder la comunidad chií durante el cisma ismailí y de otras ramas después de la muerte del anterior imán, Jafar as-Sadiq. Estableció una red de agentes que recogieron los jums en la comunidad chií de Oriente Medio y en el Gran Jorasán. Tuvo una alta posición en Mahdavia; los miembros de estas órdenes trazan su linaje a Mahoma a través de él. | 744 dc. Medina (Arabia Saudí)                           | 799 dc. Encarcelado y envenenado en Bagdad (Irak) por orden del quinto califa abasí Harún al-Rashid. Enterrado en la mezquita bagdadí de Kadhimiya.                                                                     |
| 8                | Ali ibn Musa          | ar-Rida, Reza                                | Hecho príncipe heredero por el califa Al-Ma'mun, y famoso por sus discusiones con eruditos religiosos musulmanes y no musulmanes. | 765 dc. Medina (Arabia Saudí)                           | 817 dc. Según las fuentes chiíes, fue envenenado en Mashhad (Irán) por orden del califa Al-Ma'mun. Enterrado en el Mausoleo del Imam Reza, en Mashad.                                                                   |
| 9                | Muhammad al-Yawad     | al-Taqi, al-Jawad                            | Famoso por su generosidad y su piedad de cara a la persecución del Califato Abásida. | 810 dc. Medina (Arabia Saudí)                           | 835 dc. Envenenado en Bagdad por su esposa Um al-Fazl, hija del califa Al-Mamun, por orden del octavo califa abasí, Al-Mu'tasim. Enterrado en la Mezquita de Kadhimiya (Bagdad).                                        |
| 10               | Ali al-Hadi           | al-Hadi, al-Naqi                             | Fortaleció la red de diputados en la comunidad chií. Les envió instrucciones, y recibió ayuda financiera de los fieles a partir de los khums y las promesas religiosas. | 827 dc. Surayya, pueblo cercano a Medina (Arabia Saudí) | 868 dc. Según las fuentes chiíes, fue envenenado en Samarra (Irak) por orden del decimotercer califa abasí, Al-Mu'tazz. Enterrado en la Mezquita Al Askari de Samarra.                                                  |
| 11               | Hasan al-Askari       | al-Askari                                    | Durante la mayor parte de su vida, durante el Califato Abásida, Al-Mu'tamid le restringió después de la muerte de su padre. La represión de la población chií fue especialmente alta en esa época debido a su gran número y a su poder creciente. | 846 dc. Medina (Arabia Saudí)                           | 874 dc. Según las fuentes chiíes, fue envenenado en Samarra (Irak) por orden del califa Al-Mu'tamid. Enterrado en la Mezquita Al Askari de Samarra                                                                      |
| 12               | Muhammad ibn al-Hasan | al-Mahdi (el oculto), Hidden Imam, al-Hujjah | Según la doctrina duodecimana, es una personalidad histórica actual y es el imán actual y el Mahdi prometido, una figura mesiánica que volverá con el Mesías, Jesucristo. Restablecerá el gobierno justo del Islam y llenará la tierra de justicia y paz.                                                                                               | 868 dc. Samarra (Irak)                                  | Sin data de defunción. Según la doctrina chií, desde 872 vive en estado de "ocultación", que proseguira mientras lo determine la voluntad divina.                                                                       |